# Gabriele Comeglio
Gabriele Comeglio (Mortara, 8 agosto 1960) è un sassofonista, arrangiatore e direttore d'orchestra italiano.

## Biografia
Gabriele Comeglio è nato a Mortara in provincia di Pavia. È stato il primo italiano a diplomarsi presso il prestigioso Berklee College of Music di Boston. Ha suonato come solista, con l'Orchestra "Verdi" di Milano e ha vinto il concorso come sax alto dell'Orchestra ritmica della Rai di Milano negli anni ottanta.
Nel campo della musica leggera ha suonato con Ray Charles e Stevie Wonder nelle loro tappe italiane; ha scritto arrangiamenti per Mina, Ron e ha diretto per quattro anni le produzioni Polygram al Festival di Sanremo; ha inoltre collaborato con la propria formazione di fiati agli ultimi due tour di Franco Battiato.
In campo jazzistico ha suonato ai Festival di Umbria Jazz, Lugano, Montreal, Varsavia, Bergamo, Malta, Roma, Vicenza, alla Town Hall di New York ed ha inoltre suonato e scritto arrangiamenti per Barney Kessel, Phil Woods, Ronnie Cuber, Franco Ambrosetti. Ha suonato nell'ottetto di Franco Cerri - Enrico Intra assieme a Hugo Heredia, Paolo Barbieri, Roger Rota, Marco Vaggi e Paolo Pellegatti. È direttore della Big Band Jazz Company dalla fondazione (1985) che si è esibita con Bob Mintzer, Bob Malach, Herb Pomeroy, Lee Konitz, Charlie Mariano, Randy Brecker. Inoltre cura gli arrangiamenti e dirige la Montecarlo Nights di Nick The Nightfly con il quale si esibisce spesso al Blue Note di Milano.
È autore di musiche per la televisione ("Quelli che il calcio").
Dal 2005 è stato in tour, in teatri nazionali e internazionali, con lo spettacolo "Sing & Swing" con l'attore Massimo Lopez.